# IBM Granite
IBM Granite是由IBM於2024年發展的一系列解碼器單元AI基础模型。 於2023年9月7日宣布，並在4天後發表了初步論文。最初該計劃用於IBM基於雲端運算数据和生成式人工智慧平台Watsonx，IBM開源一些語言模型的原始碼。 Granite模型從網際網路、學術出版物、代碼数据集、法律和金融文件等資料組合來訓練。

## 基礎模型
基礎模型是指在大規模且多元資料上進行訓練的人工智慧模型，因此能夠適用於各種下游任務。 
Granite的第一批基礎模型分別為 Granite.13b.instruct 與 Granite.13b.chat。它們名稱中的「13b」取自模型擁有的130億個參數，低於當時大多數較大型語言模型的參數數量。後續模型的參數規模介於30億至340億之間。
2024 年5月6日，IBM依據Apache 2许可证釋出了四個版本的Granite程式碼模型源代码。該許可證為一個開放原始碼的寬鬆授權，允許使用者完全免費地使用、修改及分享軟體，IBM同時將這些模型上傳至Hugging Face平台供公眾使用。
根據IBM的報告，在參數規模相近的情況下，Granite 8b在多項與程式設計相關的任務上均超越了Llama 3的表現。

## 外部鏈接
- GitHub 页面
- IBM Granite Playground